# 马来西亚皇家警察

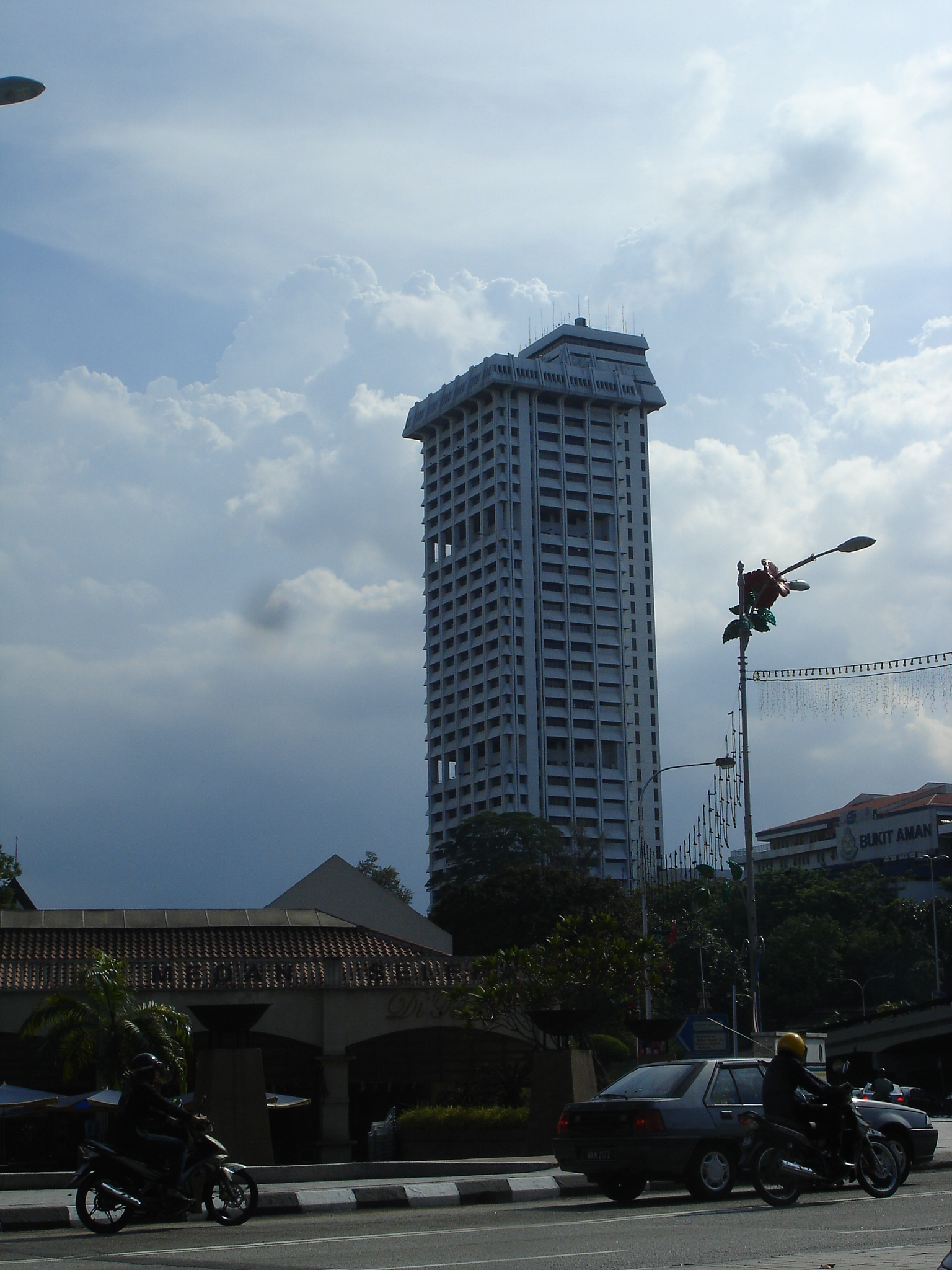
武吉阿曼皇家警察总部

马来西亚皇家警察（PDRM，RMP）是马来西亚的執法及治安单位，工作覆盖范围包括交通管制、犯罪调查以及镇暴等，一般的调查工作由警长指挥。皇家警察总部位于吉隆坡武吉阿曼警察总部，現任全国警察总长为莫哈末卡立·依斯迈。
在实际运作方面，皇家警察除了拥有本身的普通行动部队执行常规巡逻任务外，也训练志愿警卫团、志願警察、辅助警察、学生警察團和警察之友做出社区治安的配合。而在国际运作上，皇家警察与国际刑警组织长期进行合作及情报交流，特别是马来西亚四个鄰国的警務部門：印尼国家警察、汶莱皇家警察、泰国皇家警察和新加坡警察。

## 历史
在马六甲苏丹王朝时代，苏丹透过一套沿袭自满者伯夷王朝的机制来维系领土的内部治安，本达哈拉（首相）作为过渡时期的代理人管理王都以外的领土直到适任统治者上任；天猛公（保安首长）的主要任务是逮捕、监禁和制裁犯罪者；宫廷侍卫主要维持王都的治安；地方酋长除了征讨税收以外，也有制定地方法和保护村庄的责任，而同样的机制也在其他的苏丹王朝中被运用。
由16世纪至18世纪期间，殖民者透过不同的政策来对殖民地进行管治，马来王侯仍然保有在王邦的传统地位和权利，所以旧有的机制仍然在马来族群中实施；至于土生华人和新客族群方面，则委任峇峇甲必丹和港主来治理。
马来西亚现代的警察架构是在1807年3月25日在当时属英国殖民地的槟榔屿设立，当时的警官主要是由殖民地的英国人担任。随后，警察的架构体系延伸至半岛上的马来邦属，在当时，各州警察的组织和调动是由各邦属自行负责。在第二次世界大战以后，一个拥有中心管理系统的民防警察部队由H.B.Longworthy领导设立，当时殖民地政府必须设法安抚在日据时期的无政府状态，同时对抗以武力寻求独立的马来亚共产党游击队，双方的对抗直到马来亚共产党于1989年投降后才结束。
1958年7月24日，马来西亚最高元首端姑阿都拉曼赐封马来亚警察部队皇家头衔，以表扬部队在紧急状态时期的英勇表现。马来西亚于1963年成立后，马来亚联合邦皇家警察、北婆罗洲武装警察和砂拉越警察统一为马来西亚皇家警察。
2019年3月25日，时任马来西亚首相马哈迪·莫哈末在第212届警察日庆典上致词时承诺，尽管涉及增加政府额外开销，但政府继续提供马来西亚皇家警察部队所需的拨款。
2024年3月21日，國會下議院三讀通過2024年警察（修正）法案，而其中一項新增條文，即馬來西亞國家元首將擔任警隊的名譽警察總長。

## 标志象征

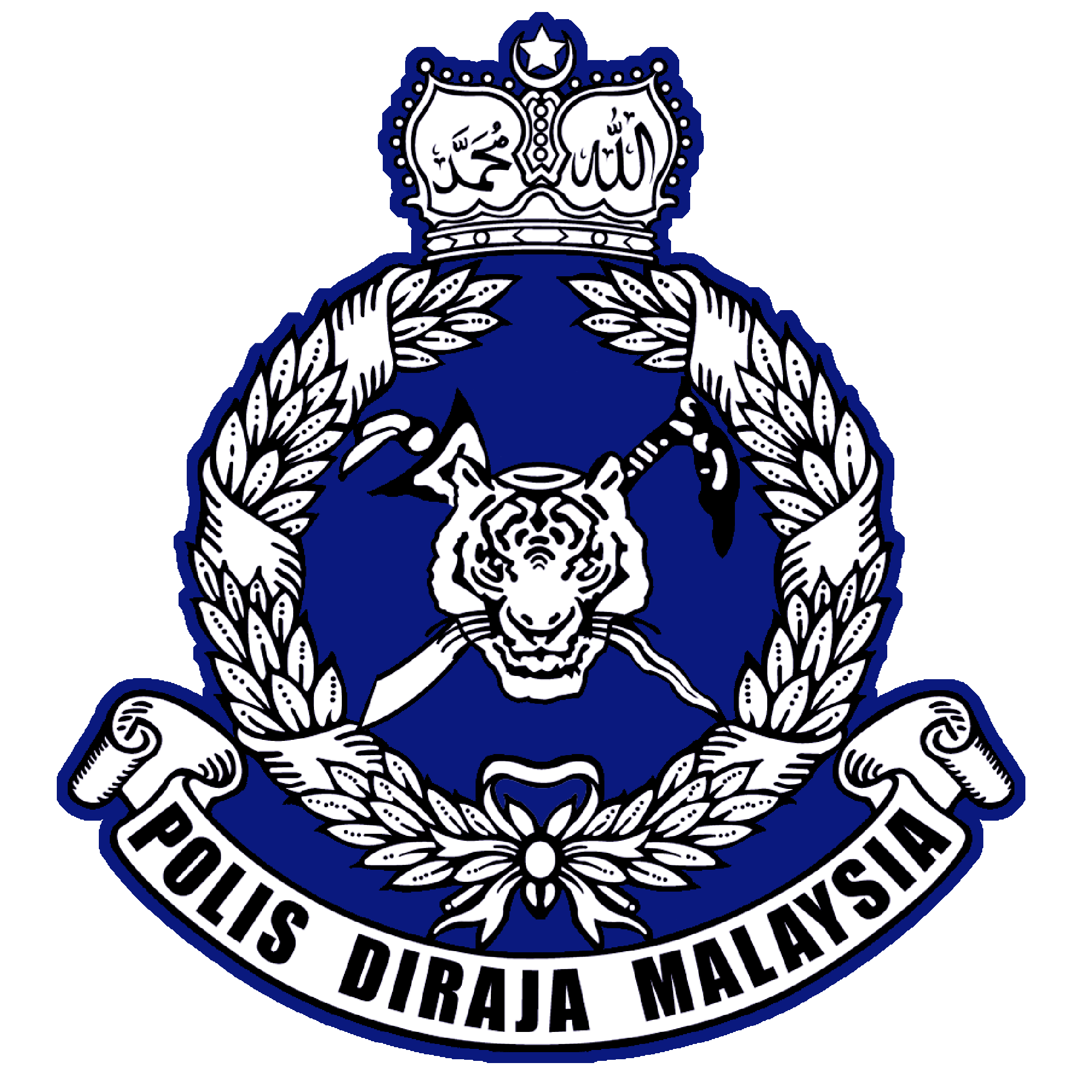
皇家警察徽章

马来西亚皇家警察的旗帜是以深蓝色为底色，在旗帜的中心处是银白色的警察徽章。警察徽章的中心位置是两柄马来短剑和克里望刀、虎首及稻穗；在上方的王冠左右分别书写着“穆罕默德”和“阿拉”的爪夷文字；在下方有书写着“马来西亚皇家警察”字样的卷轴。
- 新月和星：王冠上的新月和星代表伊斯兰教是马来西亚的官方宗教。
- 王冠：徽章上的王冠代表部队被赐封的皇家头衔，王冠上的爪夷文字分别写着“阿拉”和“穆罕默德”表示拥有虔诚的信仰能够为执法人员带来信心和使命感。
- 馬來短剑和克里望刀：馬來短剑是半岛马来族的文化象征，而克里望刀则代表沙巴及砂拉越民族，两者代表正义。
- 虎首：虎首象征的是勇气、力量和精神。在1963年9月16日至1994年5月15日期间，马来西亚皇家警察曾经使用狮首来作为象征物。
- 稻蕙：稻穗象征繁荣与和平。
- 卷轴：卷轴代表团队精神和决心。
- 深蓝色：皇家警察使用的颜色称为Sang Saka Biru；象征皇家警察应有的自豪感和正直感。

## 警察保证
第 3 节 (3) 警察法案 1967 年略述
对州和社会福利和小组完整的主权，皇家马来西亚警察人员基本原则责任是：
维持法律和安全
对和平和安全的维护马来西亚”中
被阻止和检测罪犯”
被逮捕和要求罪犯；以及
增加安全智力。”

## 警徽使用注意事项
1. 皇冠带有“阿拉”和“穆罕默德”的警徽只能用于旗帜，路牌或者摆放在高处的物品。
2. 皇冠没有“阿拉”和“穆罕默德”的警徽可以用于印刷。（比如报案单，宣传单，或是警车上的警徽）
3. 皇冠上带有标点符号的“阿拉”很容易被当成十字架符号，这种警徽必须禁止使用。

## 警务处架构
马来西亚皇家警察办事处依据结构大小分为4层为：
- 武吉阿曼全国警察总部（Ibu Pejabat Polis Diraja Malaysia Bukit Aman）是由全国警察总长坐镇的最高指挥中心，它坐落于首都吉隆坡独立广场对面，与国会大厦为邻。
- 州警察总部（Ibu Pejabat Polis Kontinjen (IPK)）是州级警察的指挥中心，西马州属，州总警长（Ketua Polis Negeri (KPN)）是由警阶属副警察总监或警察总监的警官出任；东马州属则一律由警阶在警察总监的警官出任，全国共有14处州警察总部。
- 警区总部（Ibu Pejabat Polis Daerah (IPD)）是县级警察的指挥中心，警区主任（Ketua Polis Daerah (KPD)）是由警阶在副警监至助理警察总监的警官出任，全国共有148处警区。
- 地方警局（Balai）是驻守地方的最底层警局，地方警局主任或局长（Ketua Polis Balai (KPB)）是由警阶在警察曹长至助理警监的警官出任，全国共有约840处地方警局。
- 警亭（Pondok Polis）是设立在医院、公园和社区等地方的流动或小型警亭，至少拥有1至2名警员驻守。

## 警察阶级

### 新版(從2024年開始至今)
| 警阶                          | 警阶                        | 警阶                                                  | 识别                                                                                              |
| ----------------------------- | --------------------------- | ----------------------------------------------------- | ------------------------------------------------------------------------------------------------- |
| 高级警官 Pegawai Kanan Polis  | 总监级 Komisioner           | 名譽警察總長 Pesuruhjaya Yang Dipertua Kehormat (CIC) | 警帽 : 领章： 肩章: 手持物:                                                                       |
| 高级警官 Pegawai Kanan Polis  | 总监级 Komisioner           | 全国警察总长 Inspektor General Polis (IG)             | 警帽：（男）刺繡警徽，白色双稻穗装饰 领章： 肩章: 手持物：单刃曲剑                                |
| 高级警官 Pegawai Kanan Polis  | 总监级 Komisioner           | 副全国警察总长 Deputi Inspektor General Polis (DIG)   | 警帽：（男）刺繡警徽，白色双稻穗装饰；（女）刺繡警徽，白色稻穗装饰 领章： 肩章: 手持物：单刃曲剑  |
| 高级警官 Pegawai Kanan Polis  | 总监级 Komisioner           | 警察总监 Komisioner Polis (CP)                        | 警帽：（男）刺繡警徽，白色双稻穗装饰；（女）刺繡警徽，白色稻穗装饰 领章： 肩章： 手持物：单刃曲剑 |
| 高级警官 Pegawai Kanan Polis  | 总监级 Komisioner           | 副警察总监 Deputi Komisioner Polis (DCP)              | 警帽：（男）刺繡警徽，白色双稻穗装饰；（女）刺繡警徽，白色稻穗装饰 领章： 肩章： 手持物：单刃曲剑 |
| 高级警官 Pegawai Kanan Polis  | 总监级 Komisioner           | 高级助理警察总监 Senior Asistan Komisioner (SAC)      | 警帽：（男）刺繡警徽，白色双稻穗装饰；（女）刺繡警徽，白色稻穗装饰 领章： 肩章： 手持物：仪式礼剑 |
| 高级警官 Pegawai Kanan Polis  | 总监级 Komisioner           | 助理警察总监 Asistan Komisioner Polis (ACP)           | 警帽：（男）刺繡警徽，白色双稻穗装饰；（女）刺繡警徽，白色稻穗装饰 领章： 肩章： 手持物：仪式礼剑 |
| 高级警官 Pegawai Kanan Polis  | 警监级 Superintendan        | 警监 Superintendan Polis (SUPT)                       | 警帽：（男）刺繡警徽，白色稻穗装饰；（女）刺繡警徽，白色稻穗装饰 领章： 肩章： 手持物：仪式礼剑   |
| 高级警官 Pegawai Kanan Polis  | 警监级 Superintendan        | 副警监 Deputi Superintendan Polis (DSP)               | 警帽：（男）刺繡警徽，白色稻穗装饰；（女）刺繡警徽，白色稻穗装饰 领章： 肩章： 手持物：仪式礼剑   |
| 高级警官 Pegawai Kanan Polis  | 警监级 Superintendan        | 助理警监 Asistan Superintendan Polis (ASP)            | 警帽：（男）刺繡警徽，白色稻穗装饰；（女）刺繡警徽，白色稻穗装饰 领章： 肩章： 手持物：仪式礼剑   |
| 高级警官 Pegawai Kanan Polis  | 警长级 Inspektor            | 警长 Inspektor (INSP)                                 | 警帽：（男）刺繡警徽，白色稻穗装饰；（女）刺繡警徽，白色稻穗装饰 领章： 肩章： 手持物：仪式礼剑   |
| 高级警官 Pegawai Kanan Polis  | 警长级 Inspektor            | 见习警长 Inspektor Percubaan (P/I)                    | 警帽：（男）刺繡警徽，白色稻穗装饰；（女）刺繡警徽，白色稻穗装饰 领章： 肩章： 手持物：仪式礼剑   |
| 普通警员 Pegawai Rendah Polis | 低階警官 Pegawai Subordinat | 副警长 Sub-Inspektor (SI)                             | 警帽：刺繡警徽，白色衬边装饰 领章： 肩章： 手持物：权杖                                           |
| 普通警员 Pegawai Rendah Polis | 低階警官 Pegawai Subordinat | 高级曹长 Sarjan Mejar (SM)                            | 警帽：刺繡警徽，无装饰 领章： 臂章： 手持物：权杖                                                 |
| 普通警员 Pegawai Rendah Polis | 低階警官 Pegawai Subordinat | 曹长 Sarjan (SJN)                                     | 警帽：鐵製警徽，无装饰 领章： 臂章：                                                              |
| 普通警员 Pegawai Rendah Polis | 低階警官 Pegawai Subordinat | 伍长 Koperal (KPL)                                    | 警帽：鐵製警徽，无装饰 领章： 臂章：                                                              |
| 普通警员 Pegawai Rendah Polis | 低階警官 Pegawai Subordinat | 一巡伍长 Lans Koperal (L/KPL)                         | 警帽：鐵製警徽，无装饰 领章： 臂章：                                                              |
| 普通警员 Pegawai Rendah Polis | 低階警官 Pegawai Subordinat | 普通警员 Konstabel (Konst)                            | 警帽：鐵製警徽，无装饰 领章： 臂章：                                                              |

### 舊版
| 警阶                                                  | 警阶                        | 警阶                                                | 识别                                                                                              |
| ----------------------------------------------------- | --------------------------- | --------------------------------------------------- | ------------------------------------------------------------------------------------------------- |
| 憲委級高级警官 Pegawai Kanan Polis Diwartakan         | 总监级 Komisioner           | 全国警察总长 Inspektor General Polis (IG)           | 警帽：（男）刺繡警徽，白色双稻穗装饰 领章： 肩章: 手持物：单刃曲剑                                |
| 憲委級高级警官 Pegawai Kanan Polis Diwartakan         | 总监级 Komisioner           | 副全国警察总长 Deputi Inspektor General Polis (DIG) | 警帽：（男）刺繡警徽，白色双稻穗装饰；（女）刺繡警徽，白色稻穗装饰 领章： 肩章: 手持物：单刃曲剑  |
| 憲委級高级警官 Pegawai Kanan Polis Diwartakan         | 总监级 Komisioner           | 警察总监 Komisioner Polis (CP)                      | 警帽：（男）刺繡警徽，白色双稻穗装饰；（女）刺繡警徽，白色稻穗装饰 领章： 肩章： 手持物：单刃曲剑 |
| 憲委級高级警官 Pegawai Kanan Polis Diwartakan         | 总监级 Komisioner           | 副警察总监 Deputi Komisioner Polis (DCP)            | 警帽：（男）刺繡警徽，白色双稻穗装饰；（女）刺繡警徽，白色稻穗装饰 领章： 肩章： 手持物：单刃曲剑 |
| 憲委級高级警官 Pegawai Kanan Polis Diwartakan         | 总监级 Komisioner           | 高级助理警察总监 Senior Asistan Komisioner (SAC)    | 警帽：（男）刺繡警徽，白色双稻穗装饰；（女）刺繡警徽，白色稻穗装饰 领章： 肩章： 手持物：仪式礼剑 |
| 憲委級高级警官 Pegawai Kanan Polis Diwartakan         | 总监级 Komisioner           | 助理警察总监 Asistan Komisioner Polis (ACP)         | 警帽：（男）刺繡警徽，白色双稻穗装饰；（女）刺繡警徽，白色稻穗装饰 领章： 肩章： 手持物：仪式礼剑 |
| 憲委級高级警官 Pegawai Kanan Polis Diwartakan         | 警监级 Superintendan        | 警监 Superintendan Polis (SUPT)                     | 警帽：（男）刺繡警徽，白色稻穗装饰；（女）刺繡警徽，白色稻穗装饰 领章： 肩章： 手持物：仪式礼剑   |
| 憲委級高级警官 Pegawai Kanan Polis Diwartakan         | 警监级 Superintendan        | 副警监 Deputi Superintendan Polis (DSP)             | 警帽：（男）刺繡警徽，白色稻穗装饰；（女）刺繡警徽，白色稻穗装饰 领章： 肩章： 手持物：仪式礼剑   |
| 憲委級高级警官 Pegawai Kanan Polis Diwartakan         | 警监级 Superintendan        | 助理警监 Asistan Superintendan Polis (ASP)          | 警帽：（男）刺繡警徽，白色稻穗装饰；（女）刺繡警徽，白色稻穗装饰 领章： 肩章： 手持物：仪式礼剑   |
| 非憲委級高级警官 Pegawai Kanan Polis Tidak Diwartakan | 警长级 Inspektor            | 首席警长 Cif Inspektor (C/INSP)                     | 警帽：（男）刺繡警徽，白色衬边装饰；（女）刺繡警徽，白色衬边装饰 领章： 肩章： 手持物：仪式礼剑   |
| 非憲委級高级警官 Pegawai Kanan Polis Tidak Diwartakan | 警长级 Inspektor            | 警长 Inspektor (INSP)                               | 警帽：（男）刺繡警徽，白色衬边装饰；（女）刺繡警徽，白色衬边装饰 领章： 肩章： 手持物：仪式礼剑   |
| 非憲委級高级警官 Pegawai Kanan Polis Tidak Diwartakan | 警长级 Inspektor            | 见习警长 Inspektor Percubaan (P/I)                  | 警帽：（男）刺繡警徽，白色衬边装饰；（女）刺繡警徽，白色衬边装饰 领章： 肩章： 手持物：仪式礼剑   |
| 普通警员 Pegawai Rendah Polis                         | 低阶警官 Pegawai Subordinat | 副警长 Sub-Inspektor (SI)                           | 警帽：鐵製警徽，无装饰 领章： 肩章： 手持物：权杖                                                 |
| 普通警员 Pegawai Rendah Polis                         | 低阶警官 Pegawai Subordinat | 高级曹长 Sarjan Mejar (SM)                          | 警帽：鐵製警徽，无装饰 领章： 臂章： 手持物：权杖                                                 |
| 普通警员 Pegawai Rendah Polis                         | 低阶警官 Pegawai Subordinat | 曹长 Sarjan (SJN)                                   | 警帽：鐵製警徽，无装饰 领章： 臂章：                                                              |
| 普通警员 Pegawai Rendah Polis                         | 低阶警官 Pegawai Subordinat | 伍长 Koperal (KPL)                                  | 警帽：鐵製警徽，无装饰 领章： 臂章：                                                              |
| 普通警员 Pegawai Rendah Polis                         | 低阶警官 Pegawai Subordinat | 一巡伍长 Lans Koperal (L/KPL)                       | 警帽：鐵製警徽，无装饰 领章： 臂章：                                                              |
| 普通警员 Pegawai Rendah Polis                         | 低阶警官 Pegawai Subordinat | 普通警员 Konstabel (Konst)                          | 警帽：鐵製警徽，无装饰 领章： 臂章：                                                              |

## 部门架构
马来西亚皇家警察的最高領導者為全國警察總長，其次為副全國警察總長，傳統上這兩個職位者都擁有丹斯里頭銜。目前马来西亚皇家警察共有10個部門，分別為普通刑事调查局、毒品罪案调查局、国家内部安全与公共秩序局、商业罪案调查局、特勤局、交通调查与执法局、廉正与标准执行局、防范罪案与社区安全局、管理局和後勤与技术局，所有部门都是由警阶为警察总监的10名高級警官领导，俗稱警隊十大部门，一般上這10名高級警官都擁有拿督斯里或拿督的頭銜。

#### 管理局
管理局由一名警察总监（Komisioner Polis）担任总监，并由四名副总监协助，分别是副总监（培训）、副总监（行政）、副总监（服务／人员配备）和副总监（人力资源政策) 。管理局是皇家警察的中枢部门，涉及所有与行政相关及人事调动的事务。它主要的功能包括招募警员、警察档案管理、人事与薪资调动、公关、新闻发布等。局下分组有：
- 行政处
- 福利处
- 训练处
- 研究与发展处
- 人事处
- 公共事务组处
- 公共关系组处
- 援助处
- 礼议处
- 指挥营处
- 大马皇家警察体育协会[6][7]

管理局主要负责警队内部升迁、人事调整、警员福利事宜、警力招考训练和对外公共关系等工作，同时也协助警队内部各部门的协调工作。

#### 后勤与技术局

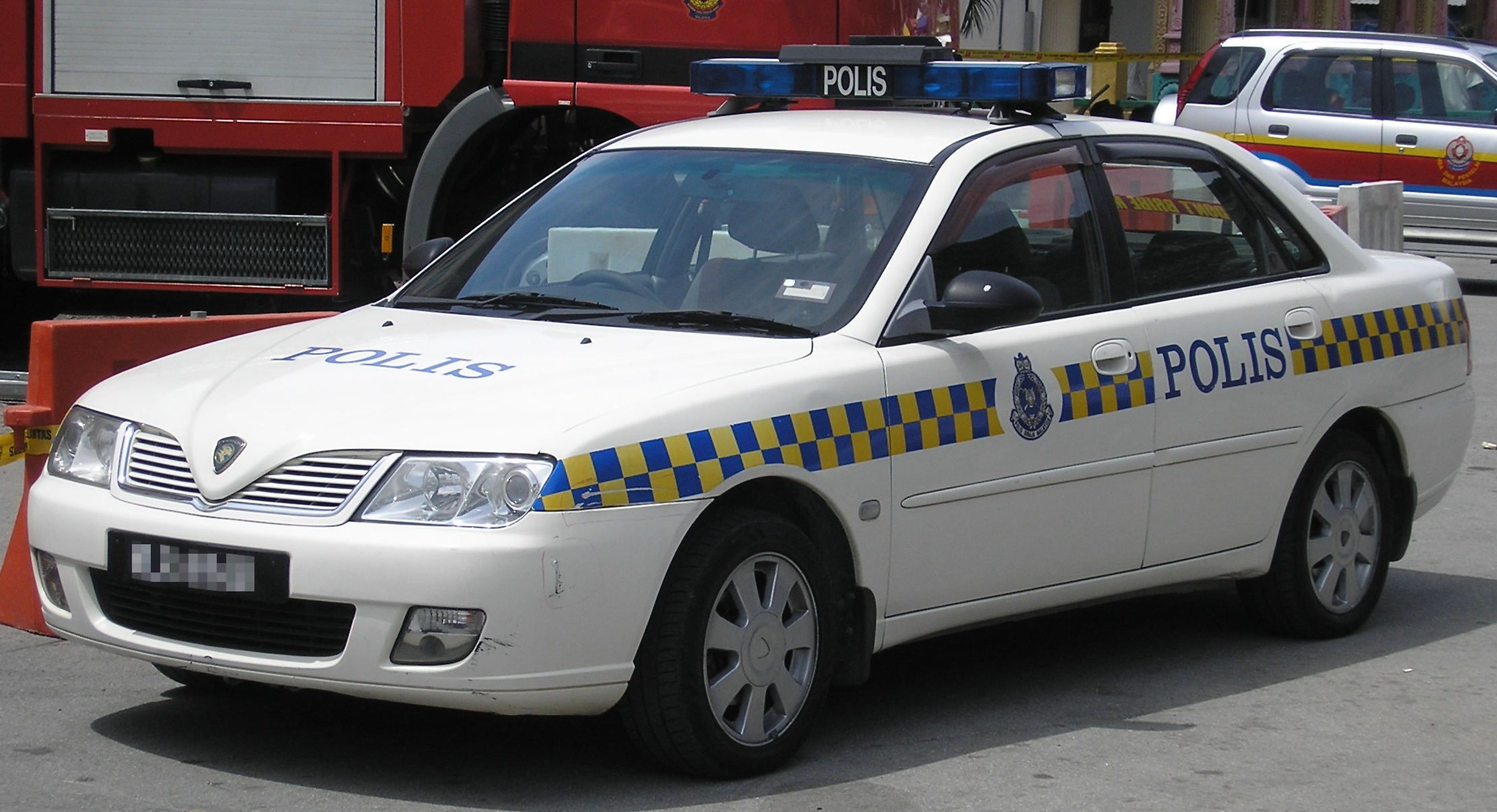
宝腾华嘉警车

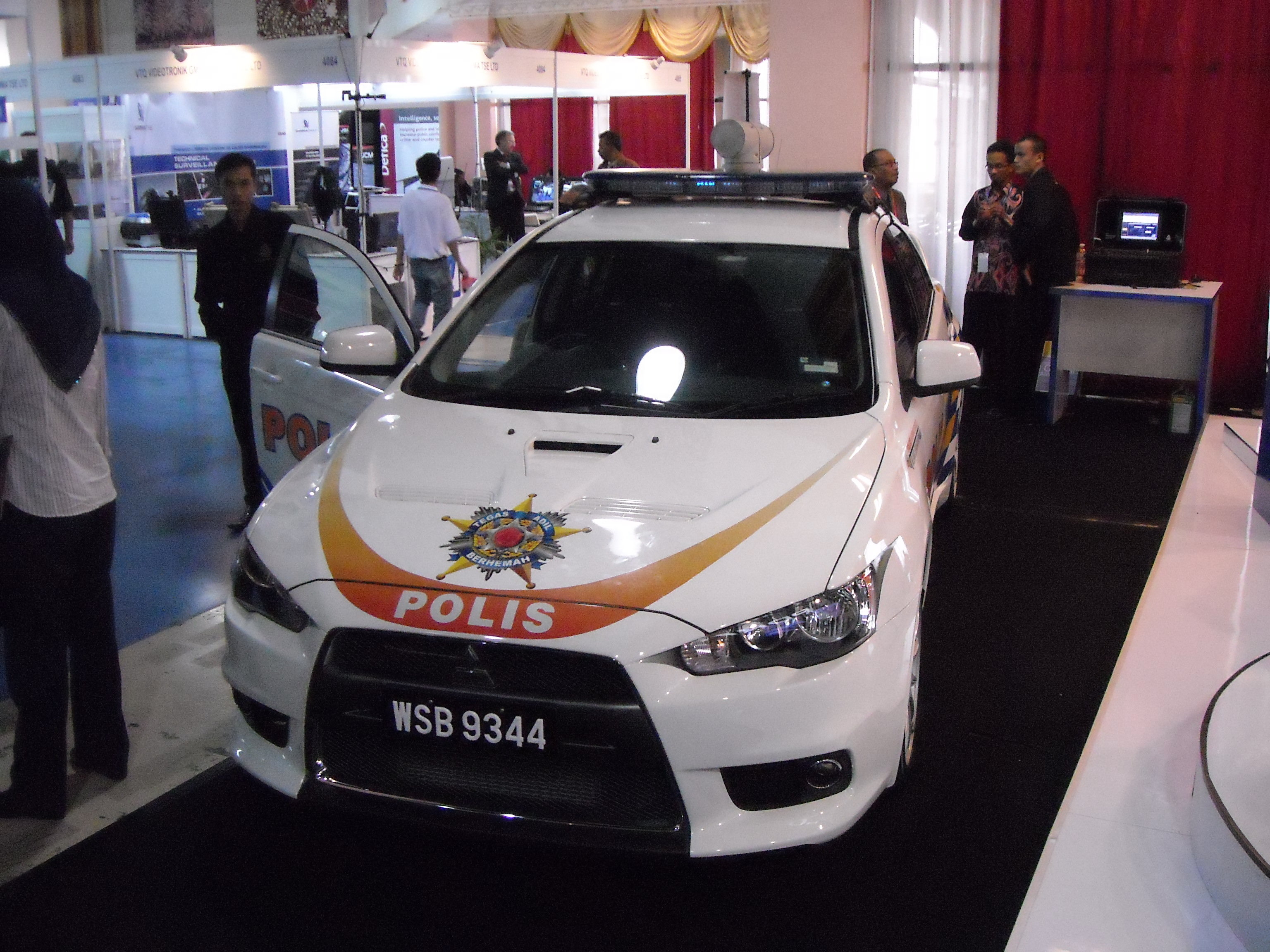
三菱Lancer Evolution X 警車

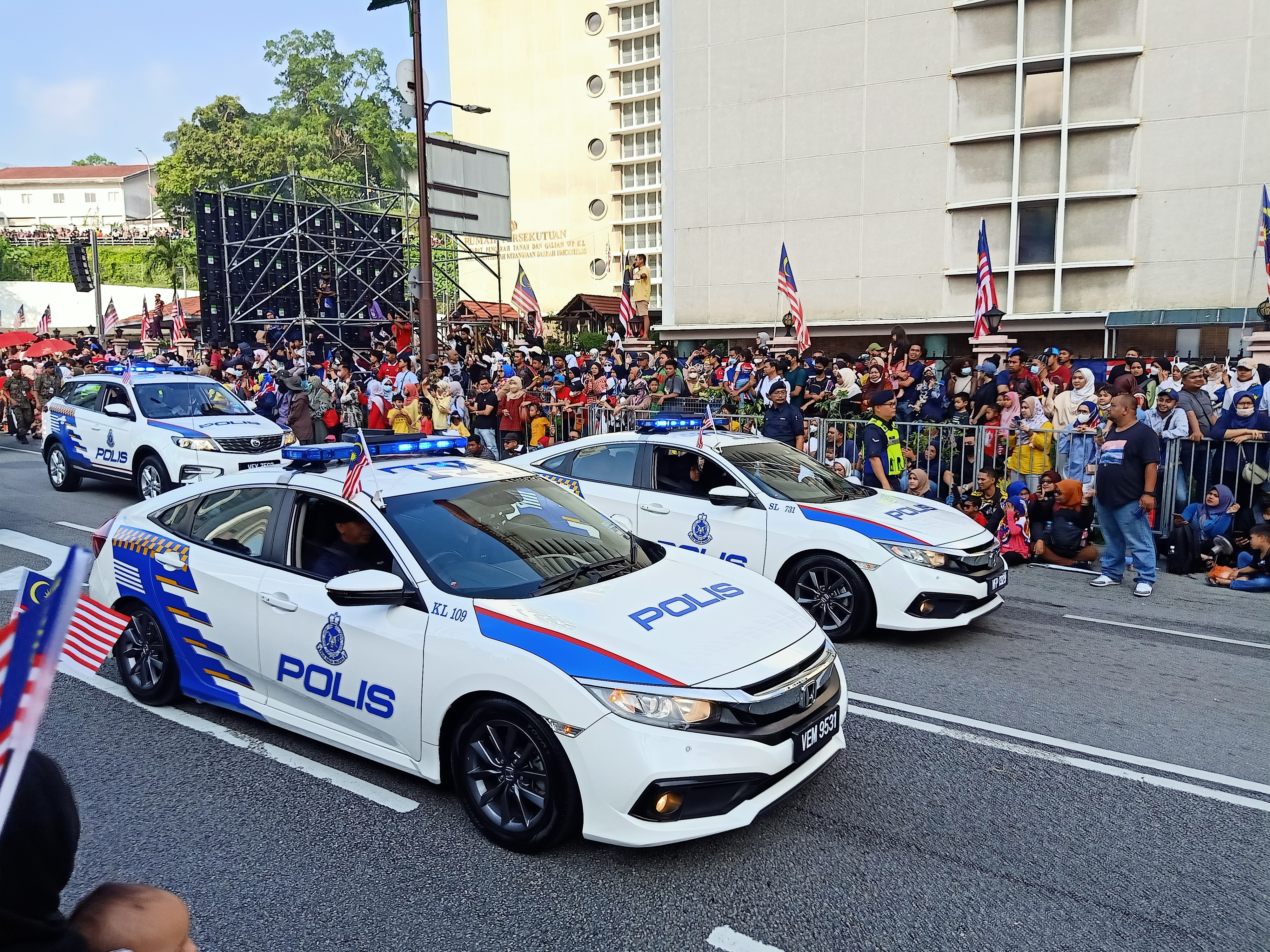
本田思域第十代1.8s2020年開始使用的巡邏警車

后勤与技术局由一名警察总监担任总监，并由三名副总监协助，即第一副总监（运输／信息技术／通讯／发展／保养）、第二副总监（财务／资产管理／警察事务）和第三副总监（采购／警察供应中心／军火) 。后勤与技术局的主要功能为提供、管理和维护皇家警察行动所需要的设备，同时也负责财务上的管理，局下分组有：
- 鉴证／管理处
- 通讯处
- 资讯工艺处
- 运输处
- 财政处
- 技术所得处
- 军火处
- 普通所得处
- 建筑物处
- 销毁／储存／鉴定／报销处

后勤及技术局主要负责皇家警队的一切硬件与软件设备供应、维修、提升等工作，如警队的军火、警车、警察制服、电脑软件等事务都由这个部门管辖。

#### 刑事罪案调查局
刑事罪案调查局由一名警察总监担任总监，并由其领导的四名副总监协助工作，即刑事调查副总监（情报／行动）、刑事调查副总监（调查／法律）、刑事调查副总监（有组织罪案）、刑事调查副总监（法证／数据库／DNA／战略规划）。刑事罪案调查局负责处理罪案的调查和起诉行动，遏制赌博、不良集团和非法组织的活动，局下分组有：
- D1组 - 行政处
- D2组 - 刑事登记中心
- D3组 - 监督调查报告处
- D4组 - 刑事情报处
- D5组 - 主控／法律处
- D6组 - 技术援助处
- D7组 - 取缔非法组织／肃赌与反风化处
- D8组 - 特别行动处
- D9组 - 特别调查处
- D10组- 科学鉴证处
- D11组- 妇女与儿童事务处
- D12组- 国际刑警处
- D13组-数据库处
- D14组-有组织罪案调查处

刑事罪案调查局主要负责调查马来西亚国内的所有刑事罪案，如谋杀、强奸、抢劫、绑架等刑事罪案的调查工作，同时也主导罪案防范工作。此外，负责在案发现场采证和化验的科学鉴证处也被纳入此部门的管辖范围内。

#### 毒品罪案调查局

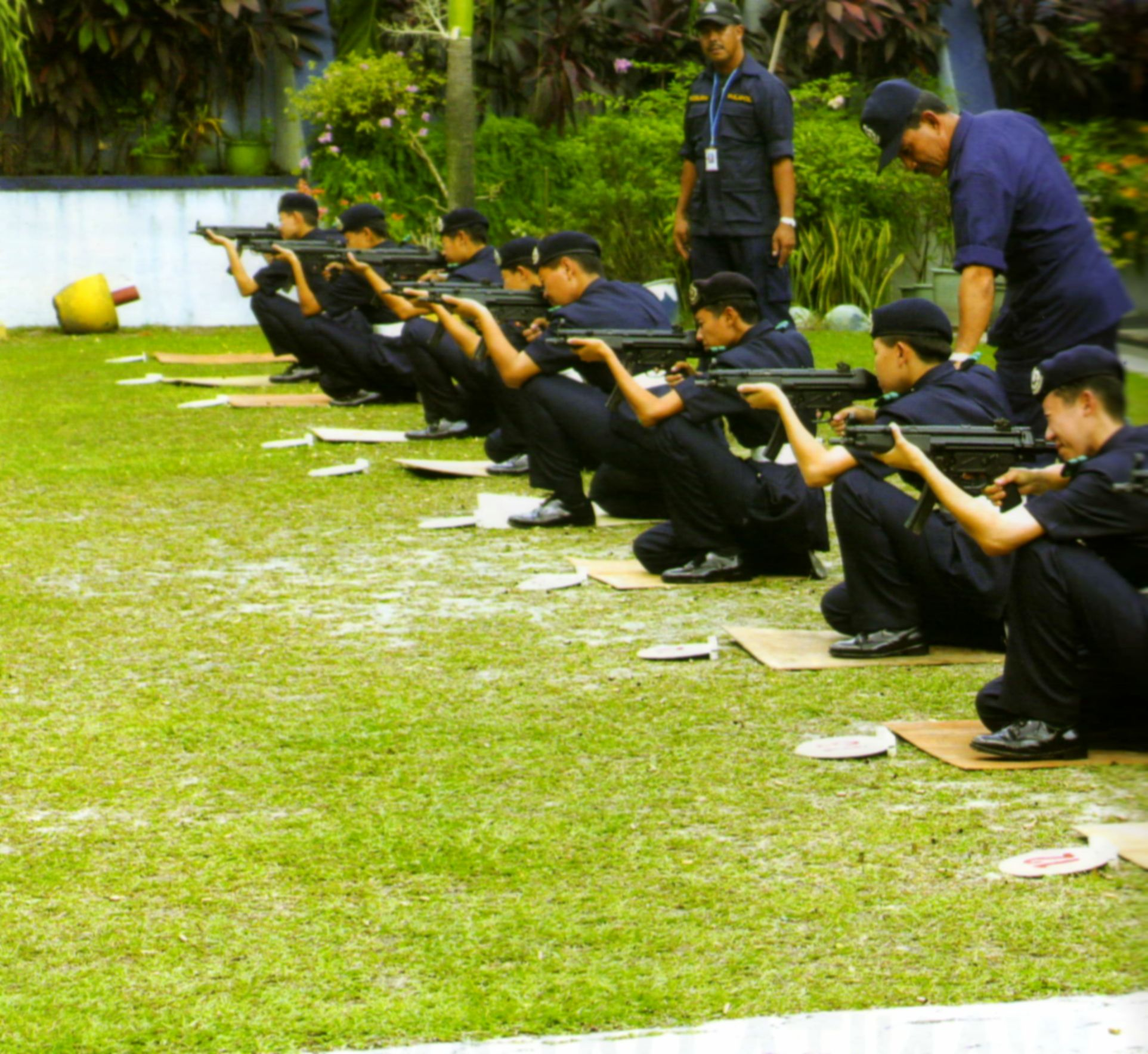
手持HK MP5衝鋒槍的警員在招募活动中的示范演出

毒品罪案调查局由一名警察总监领导，并由两名副总监协助，即副总监（执法／预防／警察事务）和副总监（充公财产／法律／拘留）。毒品刑事调查局是调查和遏制毒品走私和交易活动，局下分组有：
- 特别调查处
- 协调／国际关系处
- 行政处
- 扣留处
- 充公财产处
- 审问处
- 专家／技术援助处
- 监督处
- 登记处
- 后勤处
- 海关处

毒品罪案调查局主要负责调查和防范一切与毒品、违禁药有关的罪案，如贩毒、制毒活动等，同时也负责冻结或充公毒贩的非法资产。

#### 内部安全与公共秩序局

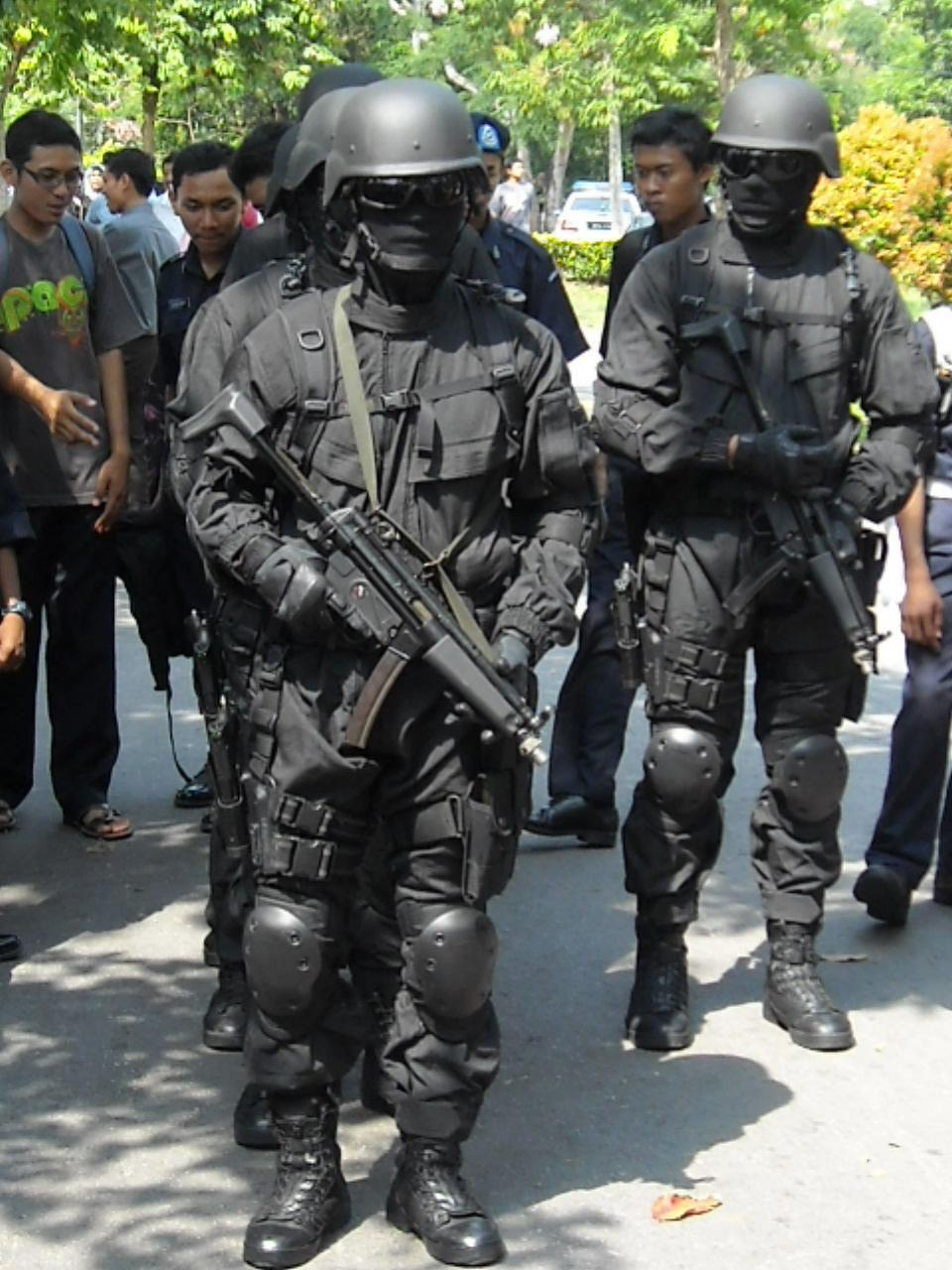
特别行动队

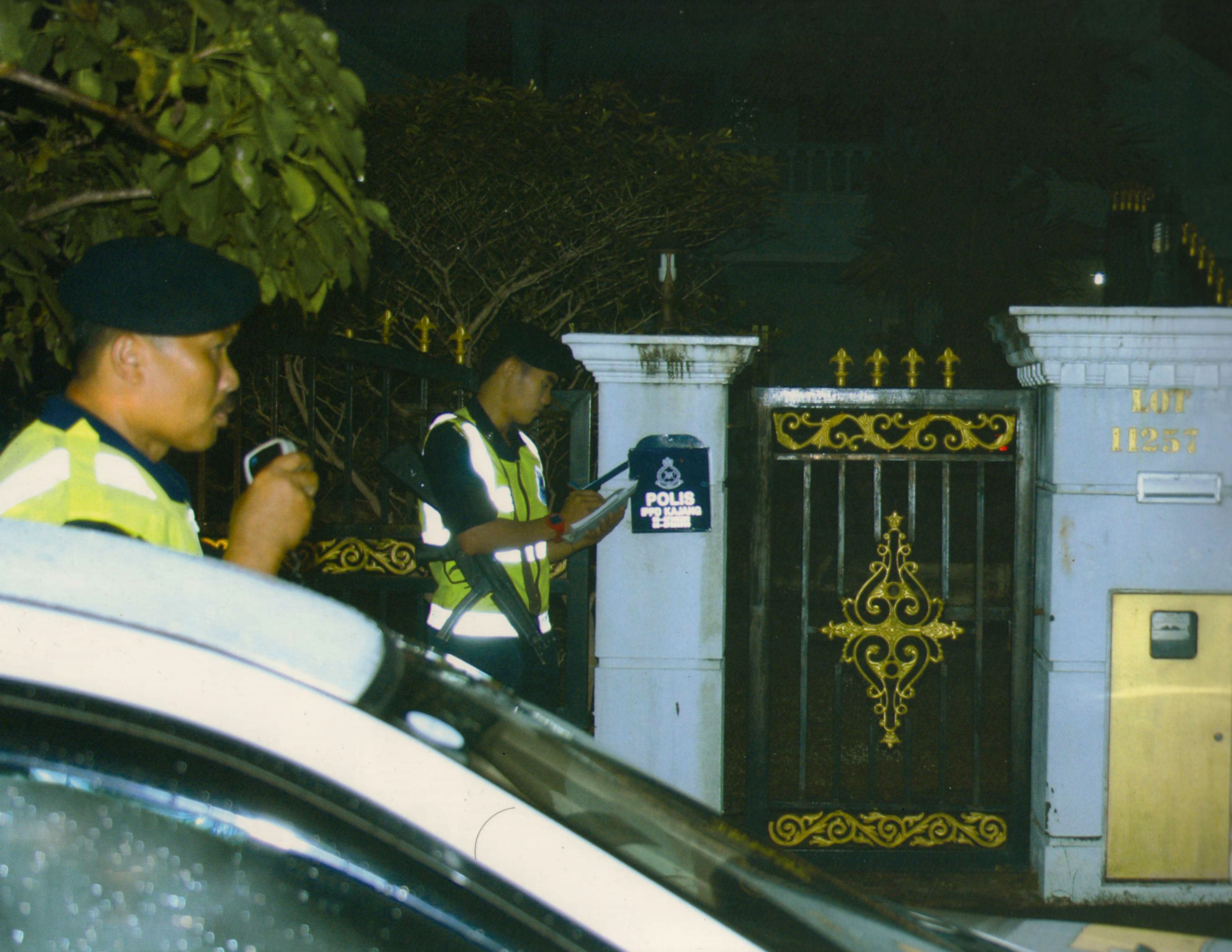
执行任务中的警员

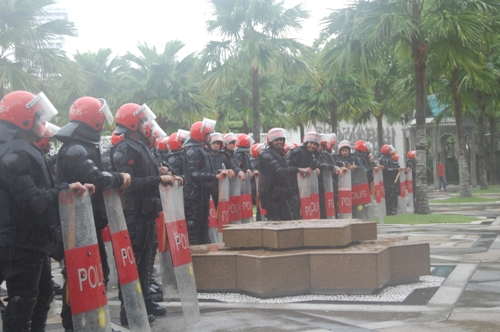
正在现场维持秩序的联邦后备队（也称镇暴部队）

国家内部安全与公共秩序局的基本功能是维护社会的安全与秩序、交通管制、搜索和援救行动等，所以这个部门的工作范围必须时常与其他执行单位互相协调，部门下的分组有：
- 秘书处
- 行政处
- 发展／供给处
- 行动处
- 无线电巡逻队
- 联邦后备部队
- 骑警处
- 普通行动部队
- 特别行动部队
- 交通警察处
- 水警行动部队
- 飞行处
- 大马控制中心

国家内部安全与公共秩序局负责管理维持社会秩序的责任，旗下单位包括水警、警队飞行组、联邦后备队（俗称镇暴队）、森林警察部队等较特殊的警队单位。

#### 商业罪案调查局
商业罪案调查局由一名警察总监担任总监，并由两名副总监协助，即第一副总监（调查）和第二副总监（行政）。商业罪案调查局主要是调查商业欺诈、金融诈骗、电脑网络骗案等一切与商业、金融有关的犯罪活动。
部门下分组有：
- 洗黑钱调查处（北马、东海岸区）
- 洗黑钱调查处（中马、南马、沙巴与砂拉越区）
- 会计剖析调查处
- 金融调查处
- 企业调查处
- 其他伪造调查处
- 电子与多媒体调查处
- 行动、技术援助处
- 行政、国际协调处
- 研究、秘密调查处
- 监督调查报告处
- 法律与诉讼处
- 商业刑事调查处

#### 特别事务局（特勤局）/ 别称：政治部 Special Branch / Cawangan Khas
特别事务局/政治部是由资深警官所组成的情报机构，主要功能为收集、分析和处理一切有可能威胁国家安全的资讯，并将这些信息传递至相关的部门或机构。特别事务局/政治部由一名警察总监领导，并由两名副总监协助，即第一副总监和第二副总监。根据警务分配，特别事务局/政治部的主要职能是根据1967年《警察法令》第3(3)条和第20(3)条规定的，部门下分组有：
- 分析处/秘书处
- E1处 - 技术情报
- E2处 - 社会情报
- E3处 - 外交情报
- E4处 - 政治情报
- E5处 - 经济情报
- E6处 - 安全情报
- E7处 - 行政处
- E8处 - 反恐主义组

特别事务局/政治部主要负责为警队其他部门收集情报，包括替刑事罪案调查局、商业罪案调查局和毒品罪案调查局等收集情报等工作，同时也负责其他领域的情报工作。

#### 防范罪案与社区安全局
成立于2014年6月9日。该部门由一名警察总监领导，并由两名副总监协助，即副总监（策略规划）和副总监（行动）。防范罪案与社区安全部分为五个部门，每个部门由高级助理警察总监（SAC）级别的首席助理总监（KPP）和助理警察总监（ACP）级别的秘书处领导，其职责如下:
- 政策／资源管理处
  - 行政科
  - 人力资源科
  - 财政科
  - 后勤支援科
  - 训练科

- 路上行动处
  - 机动巡逻车队（MPV）
  - 摩托车巡逻队（URB）
  - 巡逻队
  - 电子部门科

- 资源协调处
  - 馬來西亞輔警（Polis Bantuan / PB）
  - 馬來西亞志願後備警察（Sukarelawan Simpanan Polis / SSP)
  - 大專生志愿警察 ( Kor Sukarelawan Siswa Siswi / Kor SUKSIS)
  - 學生警察團 ( Pasukan Kadet PDRM / Kadet Polis)

- 社区警务处
  - 集成协作科
  - 社区警务科
  - 学会／学校协调科
  - 商界社区科
  - 警察之友（Rakan Cop）

- 数据收集／分析处
  - 犯罪数据分析科
  - 数据收集科
  - 平安城市监控系统（SPBS）

6. 防范罪案与社区安全局秘书处

#### 廉政与标准执行局
成立于2014年7月25日，由时任全国总警长宣布成立。该部门由一名警察总监领导，并由两名副总监协助，即副总监（廉政）和副总监（标准合规）。
该部门由全国总警长诚信（纪律）秘书处、宗教和咨询处（BAKA）以及各部门的检查分部组成，统一为一个部门，致力于基于6个核心的诚信和遵守标准：
- 行政／警务处
- 宗教与辅导处
- 投诉管理处
- 合规处
- 行动情报处
- 调查／法律／案例研究处

#### 交通调查与执法局
交通调查与执法局于2016年3月25日（警察日）成立，由时任首相拿督斯里纳吉宣布成立，目的是为降低国内车祸意外以及车祸死亡率。交通调查与执法局将由一名警察总监级别的高级警官领导，他将担任交通调查与执法部的主管，并由以下人员协助：
- 两名具有副警察总监职级的副主管，即：
  - 副主管
    - 一般警务处
    - 调查处
    - 资源处

  - 副主管
    - 执法处
    - 交通管制处
    - 传票管理处

## 制服与装备
巡警：自2008年开始，马来西亚皇家警察开始分为两种制服，以海军蓝为主。实行任务,行动和巡逻时穿的制服是头戴贝雷帽，长袖上衣以及卡其裤，佩帶黑色戰術腰帶和穿黑色人造皮革军靴。夜间巡逻或者执行任务时会套上一件黄色的反光背心。胸前右衣袋的上方是貼绣着警员名字的布貼，左衣袋上方则是貼“POLIS”字样的布貼。刺繡的警阶则貼在右上臂,而刺繡的部队徽章则貼在左上臂。在庆典或仪式时穿的制服是头戴贝雷帽或警帽, 长袖上衣以及卡其裤 ,穿黑色人造皮革鞋。胸前右衣袋的上方扣鐵製警盾牌,名牌和编号, 左衣袋旁扣哨子细铁链和扣皮革制的警民合作徽章以及上方扣彩带勛略章是由最高元首或警队所授勋及嘉奖拥有的。衣领扣警徽和肩上两边是扣“POLIS DIRAJA”字样的白銀色鐵牌。铁制的警阶则扣在右上臂, 而部队徽章则扣在左上臂。男警員腰带是 Chrome Locket Belt 而女警員腰帶是Sam Brownie Belt。
个人装备：每个巡警都配有一把佩槍，備用弹匣，一双手铐，一支 T 字形警棍，胡椒噴霧，手电筒以及一个无线电。交警則頭戴白色头盔或者海军蓝鸭舌帽，白色长袖上衣配上黄色反光背心，黑色骑士裤配上一双人造皮革骑士靴以及佩帶黑色人造皮革斜肩帶。除了配有哨子之外，其他个人装备与巡警相同。
槍械：不同部門使用的槍械有所不同，以巡警為例，每个巡警都配有一把德国制瓦爾特P99或意大利制貝瑞塔Px4半自動手槍連两个15發備用弹匣，除此之外，警队还有使用不同种类的手枪，如Tara TM 9c，CZ P10 C，Steyr C9, Sig Sauer SP 2022, Glock 19 手枪等等。如在特殊的情况下，巡警会配備一把HK MP5衝鋒槍，某些地區的巡警則配備一把泰瑟X26電擊槍連四發備用弹匣。除了不同品牌的手槍和HK公司的衝鋒槍外，马来西亚皇家警察的警員會使用不同品牌的霰彈槍、步槍、輕機槍，甚至會使用通用機槍和20mm口徑的機炮。
其他装备：克維拉防弹背心以及克維拉防弹头盔。

## 交通工具
- 宝腾赛佳：1980年代至2000年代常见的巡逻车
- 宝腾英雄：1990年代至2000年代常见的巡逻车
- 宝腾华惹：2000年代至2010年代最常见的巡逻车
- 宝腾Inspira：新一代巡逻车
- 第二国产车Bezza：新一代巡逻车
- 宝腾将相：交通巡警巡逻车
- 第二国产车灵鹿：局长专用巡逻车
- 三菱Outlander：高速公路巡逻车
- 三菱Lancer Evolution 第十代：高速公路巡逻跑车
- 本田思域Type R：少见高速公路巡逻跑车
- 起亞福瑞迪：少见高速公路巡逻车
- 本田 VFR800：交警摩托车
- 三菱帕杰罗：交警使用
- CB90攻擊快艇快速攻击艇：水警使用
- Jurmo Class Landing Craft多功能巡逻艇：水警使用
- 歐直AS355「松鼠二型」直升机：飞行组使用
- Land Rover Defender：小卡车
- 丰田Hiace：流动警局车
- 丰田Hilux：科学鉴定组車輛、K9組(警犬隊)車輛; 2020年開始替代 Land Rover defender
- Volvo S80：刑事部门用车
- 丰田卡罗拉Altis：陪伴贵宾
- 宝腾X70: 新一代巡警车
- 本田思域 第十代 1.8 s ：新一代巡警車 , 替代宝腾英雄(Proton Wira)和宝腾华惹(Proton Waja)
- 五十鈴Elf 第四代 : 1980年代至現今的警察卡車
- HICOM Perkasa : 2000年代至現今的警察卡車
- 日野Dutro 300 : 2020年開始使用的警察卡車

## 争议

### 滥用职权、不当办理及侵犯人权指控
- 剃头事件 ：2006年2月5日，吉隆坡市郊蕉赖11名被拘留者（均为当地华裔老人）因在1月30日华人传统“春节”期间打麻将遭警方拘留，随后被剃光头发。他们已提出无罪申诉，并投诉警方处理方式[8]。国会反对党领袖林吉祥与马来西亚人权委员会主席韩旦评论，警方将涉嫌聚赌人士剃光头是侵犯人权。马华公会青年团署理总团长林熙隆则非议当地警区主任诺哈金办理此案时态度傲慢和嚣张[8]。

- COVID-19执法不当 ：2019冠状病毒病马来西亚疫情期间，警方在执法方面存在诸多争议。前任马来西亚首相纳吉·阿都拉萨涉及7项挪用SRC国际私人公司资金案进入宣判阶段，吸引许多支持者到场声援[9]，当中许多参与集会者沒有遵守防疫标准操作程序（SOP）保持社交距离，有些人甚至没有戴口罩[10]。警方则使用鸣笛劝导和提醒集会者遵守社交距离规定，与此前严厉的执法态度产生鲜明对比[11]。在另一起案件中，纳吉因未记录体温和未登记进入一家鸡饭餐厅而被罚款3000令吉，但餐厅店主则被罚款10000令吉[12]。另一个同类案例中，哥打峇鲁一名汉堡小贩因逾时营业遭警方开出50000万令吉罚单，社交媒体用户批评警方对小贩开高额罚单，一些违反防疫标准作业措施的人却轻判[13]。在一个奇怪的案例中，一对夫妇因在一家餐馆不戴口罩而被罚款20000令吉，尽管他们澄清摘下口罩是因为在吃饭，而警方回应开罚单的不是警察，而是另一个政府机构的执法人员[14]。

- 柔佛王储随扈打人案：2024年5月28日，一名聋哑电召车司机称因移车纠纷，遭柔佛摄政王东姑依斯迈的护卫警员挥拳打伤，被打伤的司机黄荣强随后前往警局报警。武吉阿曼警察总部证实正在调查这宗案件，但过了不久，吉隆坡总警长鲁斯迪指受害者已表明不想追究[15]。5月31日，司机黄荣强指出，他到警局报案时受到威胁撤案和解，当时还有一名王室代表在场，他共签署四份报案书，仅有首份报案书是亲自供诉，另三份则是警方准备的[16]。警方事后还向黄荣强4次录供[17]，他还被沒收电话以调查警员滥权的相关指控，警方亦改口称仍在调查打人案件[18]。8月16日，黄荣强召开记者会伸诉，他等待两个月迄今仍未有下文[19]。8月19日，总警长拉扎鲁丁·胡先宣称涉嫌殴打聋哑司机的警员已遭到纪律处分，但理由是未申报资产而无关打人案[20]。

- 赵明福正义之行示威游行：2024年7月15日，赵明福促进会成员前往国会大厦呈交备忘录给首相的游行活动中爆发冲突，警方采取人墙阻止游行参与者进入国会大门，为减轻人墙的压力开始对参与者采取粗暴对待、推搡，并跌倒在地上[21]。事后，3名受伤的游行参与者向独立警察行为委员会（IPCC）递交投诉信抗议警察暴力，并要求內政部长赛夫丁道歉与索赔2606零吉，以赔偿在游行时期遭到警察推扯时被损坏的物件[22]。

## 另見
- [23]。

亞皇家警察部隊授勛及嘉獎制度
- 69特种部队
- 马来西亚警区列表